# Lionel Allen Sheldon

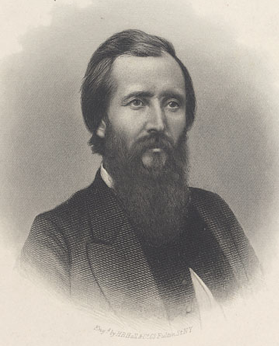
Lionel Allen Sheldon

Lionel Allen Sheldon (* 30. August 1828 in Worcester, Otsego County, New York; † 17. Januar 1917 in Pasadena, Kalifornien) war ein US-amerikanischer Politiker und von 1881 bis 1885 Gouverneur des New-Mexico-Territoriums.

## Werdegang
Noch als Kind zog Sheldon mit seinen Eltern nach Lagrange in Ohio. Dort besuchte er die örtlichen Schulen und später bis 1850 das Oberlin College. Nach einem anschließenden Jurastudium wurde er im Jahr 1853 als Anwalt zugelassen. Danach praktizierte er in Elyria (Ohio).
Lionel Sheldon war Mitglied der Republikanischen Partei. Zwischen 1856 und 1857 war er Richter an einem Nachlassgericht im Lorain County. In den Jahren 1856, 1880 und 1896 war er jeweils Delegierter zur Republican National Convention. Unter Gouverneur Salmon P. Chase wurde er Brigadegeneral der Landesmiliz. Während des Amerikanischen Bürgerkriegs stieg er im Unionsheer bis zum Colonel auf.
Noch während des Krieges ließ er sich im besetzten New Orleans als Anwalt nieder. Bis 1879 übte er diesen Beruf in dieser Stadt aus, wenn er nicht gerade seinen politischen Pflichten nachkam. Denn er war zwischen 1869 und 1875 auch Abgeordneter im US-Repräsentantenhaus in Washington. Im Jahr 1881 wurde er zum neuen Territorialgouverneur in New Mexico ernannt. Dieses Amt übte er zwischen 1881 und 1885 aus. Zwischen 1885 und 1887 war er einer der Konkursverwalter (Receiver) der Bahngesellschaft Texas and Pacific Railway.
Im Jahr 1888 zog Sheldon zunächst nach Los Angeles, dann nach Pasadena in Kalifornien, wo er wieder als Anwalt arbeitete. In Pasadena ist er auch im Januar 1917 verstorben.